# Opatovice nad Labem
Opatovice nad Labem jsou obec v okrese Pardubice v Pardubickém kraji. Žije zde přibližně 2 800 obyvatel. Součástí obce je i vesnice Pohřebačka.
Asi 1500 metrů na jih se nalézá uhelná elektrárna Opatovice nad Labem, severně vodní elektrárna na Labi.

## Historie
První písemná zmínka o obci pochází z roku 1073 ze zakládací listiny Opatovického kláštera a zní terras Opatouicih. V té době zde zřídil jistý Mikulec Cellu. Na klášter benediktinů s kostelem sv. Vavřince ji povýšil král Vratislav II. roku 1086, nadal jej statky, mezi nimiž byla jmenována také ves Opatovice. Mniši v čele s opatem Bolebudem přišli z kláštera v Břevnově. Roku 1227 se připomíná opat Conrad z Opatovic (abbas de Opatowic). Roku 1421 klášter dobyli a jeho budovy vypálili husité. Mniši uprchli do Slezska a již se nevrátili. Nadále však po opatovi zůstal místní název obce i patrocinium kostela.
V 16. století patřily Opatovice s okolními vesnicemi ke zboží Pernštejnů z Pardubic.

## Znak
Ve znaku obce je rošt - symbol mučednické smrti zdejšího chrámového patrona sv. Vavřince, a berla, která byla společně s infulí (mitrou) odznakem úřadu opata zdejších benediktinů. Vlny značí řeku Labe.

## Pamětihodnosti

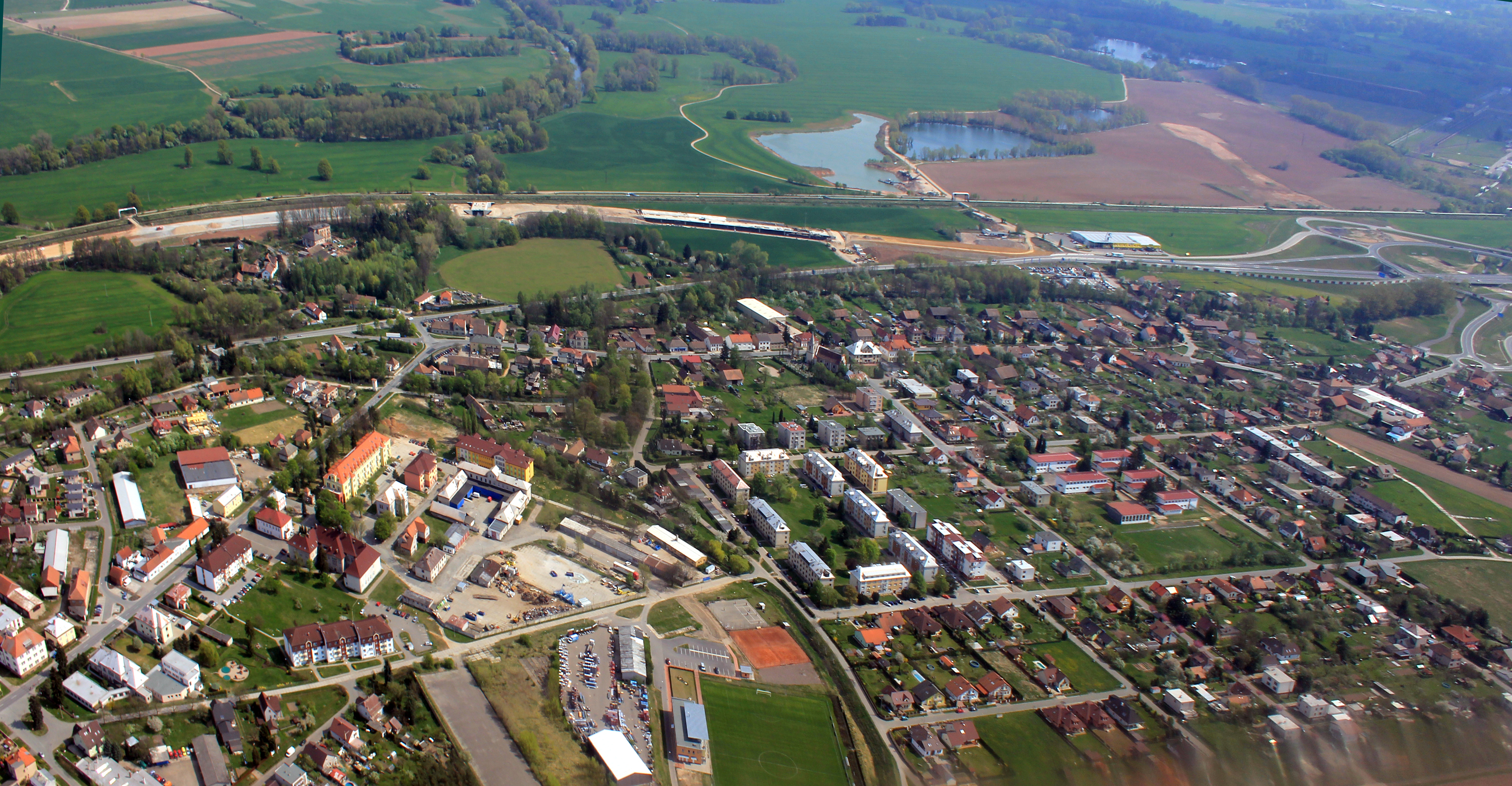
Letecký snímek

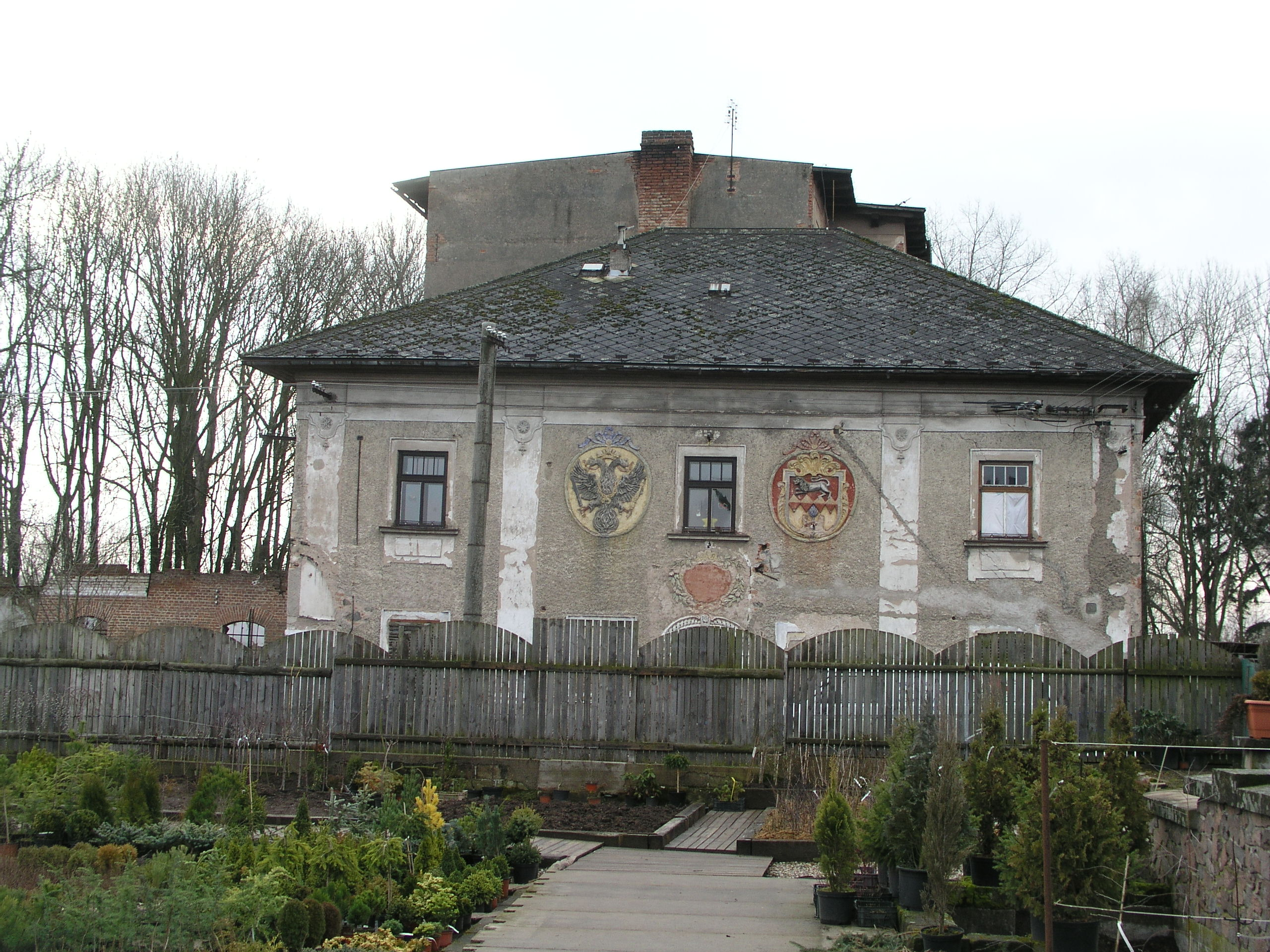
Morávkův mlýn, bývalý benediktinský klášter v Opatovicích nad Labem

- kostel sv. Vavřince ze 13. století
- Morávkův mlýn - stojí na místě Opatovického kláštera benediktinského řádu, vypáleného roku 1421 husity[6], je to chráněná oblast
- rozsáhlá archeologická naleziště po slovanských kmenech
- socha svatého Jana Nepomuckého
- socha svatého Václava
- pomník obětem I. a II. světové války v parku Karlín
- uměle vytvořený Opatovický kanál o celkové délce 32,7 km budovaný v 11. až 15. století činností benediktinů a Pernštejnů , vlévá se zpět do Labe u obce Semín
- akvadukty

## Vzdělání
- Základní škola (vyučuje se asi 350 žáků)
- Mateřská škola
- Obecní knihovna

## Doprava
Při okrajích zastavěného území obce procházejí dálnice D35 a silnice I/37 (vedená jako silnice pro motorová vozidla), vzájemně propojené mimoúrovňovou křižovatkou Opatovice.
Územím obce prochází elektrizovaná železniční trať z Pardubic do Hradce Králové. Železniční stanice Opatovice nad Labem-Pohřebačka (do prosince 2014 Opatovice nad Labem) se nachází na severním okraji zastavěného území v katastrálním území Pohřebačka. Je do ní zapojena elektrizovaná vlečka elektrárny a vychází z ní též spojka do odbočky Plačice na trati z Velkého Oseka do Hradce Králové. V letech 2014-2015 proběhla modernizace a zdvojkolejnění přiléhajícího úseku trati (směr Stéblová), na kterém vznikla nová železniční zastávka Opatovice nad Labem blíže obci, a osobní vlaky přestaly v dosavadní stanici Opatovice nad Labem-Pohřebačka zastavovat. Především na požadavek obyvatel Březhradu však bylo změnou od 4. 4. 2016 obnoveno zastavování zhruba každého druhého vlaku.

## Osobnosti
- Jan Neplach (1322-1371) - významný opat zdejšího kláštera, kronikář a diplomat na dvoře Karla IV.
- Emanuela Nohejlová-Prátová (1900-1995) - česká historička, numizmatička a vysokoškolská profesorka[8]